# (23464) 1989 TN15
(23464) 1989 TN15 là một tiểu hành tinh vành đai chính. Nó được phát hiện bởi Henri Debehogne ở Đài thiên văn La Silla ở Chile ngày 3 tháng 10 năm 1989.